# Pseudogonatodes gasconi
Pseudogonatodes gasconi är en ödleart som beskrevs av  Avila-pires och HOOGMOED 2000. Pseudogonatodes gasconi ingår i släktet Pseudogonatodes och familjen geckoödlor. Inga underarter finns listade i Catalogue of Life.